# Mimosa brandegeei
Mimosa brandegeei är en ärtväxtart som beskrevs av Robinson. Mimosa brandegeei ingår i släktet mimosor, och familjen ärtväxter. Inga underarter finns listade i Catalogue of Life.